# Station Wrexham General
Wrexham General is een spoorwegstation van National Rail in Wrexham in Wales. Het station is eigendom van Network Rail en wordt beheerd door Transport for Wales. Het station is geopend in 1846.